# Белфаунтн Нејборс (Мисури)
Белфаунтн Нејборс (енгл. Bellefontaine Neighbors) град је у америчкој савезној држави Мисури.

## Демографија
По попису из 2010. године број становника је 10.860, што је 411 (-3,6%) становника мање него 2000. године.
| Група             | 2000.         | 2010.         |
| Белци             | 6.034 (53,5%) | 2.770 (25,5%) |
| Афроамериканци    | 5.006 (44,4%) | 7.892 (72,7%) |
| Азијати           | 29 (0,3%)     | 18 (0,2%)     |
| Хиспаноамериканци | 76 (0,7%)     | 54 (0,5%)     |
| Укупно            | 11.271        | 10.860        |